# Sébaco
Sébaco là một khu tự quản thuộc tỉnh Matagalpa, Nicaragua. Khu tự quản Sébaco có diện tích 290 ki lô mét vuông. Đến thời điểm năm 2005, huyện Sébaco có dân số 32221 người.